# Club sportif et culturel des Portugais de Fontainebleau
Le Club sportif et culturel des Portugais de Fontainebleau, abrégé CSCPF, est un club français de football fondé en 1971. 

## Histoire
Fondé en 1971 sous le nom de Club sportif des Portugais de Fontainebleau, il changea de nom en 1991 en Club sportif et culturel des Portugais de Fontainebleau[réf. nécessaire].
Il a failli disparaître à plusieurs reprises, mais les Portugais de la région francilienne ont soutenu ce club qui fait partie de leur identité,,.
Selon Lilian Thuram, qui résidait enfant à Avon, le club portugais de Fontainebleau était choisi en priorité par les enfants d'immigrés vivant à proximité de Fontainebleau : « aucun d'entre eux ne voulait jouer pour les deux autres clubs de la ville. Une complicité les liait aux Portugais de Fontainebleau. Une complicité que nous partagions tous car la communauté portugaise donnait un ton festif extraordinaire aux matchs. L'odeur des sardines et des saucisses grillées embaumait l'air ; les drapeaux aux couleurs du Portugal flottaient ; les chants étaient répétés jusqu'à l'épuisement. Nous étions au Portugal et j'ai moi-même été portugais pendant quelques heures ».
Lilian Thuram a commencé effectivement à jouer au football dans ce club, comme pupille, dès ses huit ans. Il l'a quitté à environ douze ans, après quelques saisons,,,,.
Selon le député portugais Carlos Alberto Gonçalves (pt) (qui a pu lui-même visiter le club), le sport et le football sont les facteurs principaux ayant permis l'intégration des Portugais à la société française et le club de Fontainebleau en constitue un exemple notoire pour la fin du XXe siècle. Il fait à ce jour partie de l'une des associations portugaises en France.